# Dasylirion serratifolium
Dasylirion serratifolium és una planta que pertany a la família de les Nolinaceae, i està emparentada amb altres espècies dels gèneres Beaucarnea, Calibanus i Nolina. Dasylirion és un nom genèric compost que deriva de la paraula grega dasys per a "rugosa", "descuidada" i leirion de "lliri", que probablement va ser escollit a causa de les fulles llargues i desordenades. serratifolium és l'epítet específic adjectiu que fa referència a les fulles dentades. La distribució de D. serratifolium es restringeix bàsicament en zones àrides i semiàrides del Sud dels Estats Units fins a Amèrica Central. Sovint proliferen en matollars xeròfils i en boscs de Quercus, particularment en turons d'origen calcari i volcànic en àrees rocalloses obertes. S'eleva fins als 1.300-2..700 m.

## Morfologia
És una planta rosetòfila generalment acaule, les fulles tenen un àpex fibrós en estat madur amb el marge conspícuament dentat i presenten panícules denses. Normalment és una planta acaule, però quan és caulescent té aspecte arborescent de fins a dos m d'alçada. Les tiges són erectes o inclinades, a vegades ramificades a prop de la base, cobertes completament per fulles seques. Les fulles són arquejades o flexuoses, ondulades i estan disposades en làmines de (0,4-)0,7-1,0 m de llarg, (1,2-)2,0-3,0 cm d'ample, lanceolades, amb l'àpex agut, amb fibres curtes, allargant-se en la maduresa.
Les inflorescències fan uns (2,0-)3,0-4,0 m de llarg, 2,0-3,0(-5,0) cm d'ample a la base. Presenten peduncles (del ll. peduncŭlus, variant de pedicŭlus, diminutiu de pes, pedis 'peu') amb màcules daurades o vermelloses. Les bràctees tenen una superfície llisa. Les inferiors fan (15,0-)25,0-30,0 cm de llarg, 4,0-5,0 cm d'ample, són lanceolades, amb un àpex llargament atenuat, erecte, també amb el marge dentat. Les intermèdies fan 9,0-10,0 cm de llarg, 2,5-3,0 cm d'ample, són ovades, amb un àpex acuminat. Les superiors fan (3,0-) 5,0-7,0 cm de llarg, 1,0-2,0 cm d'ample, són lanceolades, l'àpex és agut. Els fascicles masculins presenten 5-7(-10) branques, fan 5,0-6,0 cm de llarg; els femenins presenten 5-7 branques, de 6,0-8,0 cm de llarg. Les flors masculines tenen pedicels d'uns 0,5-1,0 mm de llarg, amb tèpals obovats, involuts (embolcallats), grocs, estams amb filaments d'1,0 mm de llarg, anteres de 2,5 mm.
Les femenines tenen pedicels curts d'uns 1,5-2,0 mm de llarg a la maduresa, el receptacle fa 0,3-0,5 mm de llarg, tèpals obovats, denticulats, amb l'àpex apiculat, grocs, freqüentment amb màcules morades, ovari, estil, estigma amb lòbuls connats, formant un tub de fins a 1,0 mm de llarg. Els fruits es presenten en càpsules el·lipsoïdals, alats, amb escotadura, amb llavors de fins a 3,0 mm de llarg, trígones, brunes.

## Usos
Moltes de les espècies del gènere Dasilyrion creixen en terrenys àrids i muntanyosos del sud dels Estats Units i Mèxic, i representen una important font d'aliment al desert pels indígenes. Les fulles de Dasylirion són emprades per a teixir cistells. La planta és tolerant a la sequera i es cultiva en vivers pel seu ús a jardins del sud-oest dels Estats Units i Califòrnia. Dasylirion longissimum és resistent a temperatures de -9,4 °C.